# Flænset
Flænset er en dansk splatterfilm fra 1999 med Thomas Bo Larsen i hovedrollen. Filmen blev aldrig vist i de danske biografer men er senere hen blevet udgivet på dvd.